# Солнце Лауры
«Солнце Лауры» — российская рок-группа, образованная в 2004 году в Москве. Лидер  - Дмитрий Синдицкий.

## 2004—2007: Начало
Историю «Солнца Лауры» стоит начать с истории другого коллектива: в 2001 году автор песен Дмитрий Синдицкий (Димка Сиди_бу) собирает группу «Магнолия». Через год ребята становятся лауреатами всероссийского студенческого фестиваля «Фестос», а жюри во главе с Сергеем Мавриным отдельно отмечает тексты песен группы. Ребята играют клубные концерты в Москве и области, делают запись демо на студии. Тем не менее, группа распадается: после того, как музыканты заканчивают университеты, музыка уходит на второй план. Какое-то время Димка занимается стихами и выступает с сольными акустическими концертами. В частности, подборка его стихов выходит на страницах французского поэтического журнала, а в Париже Димка Сиди_бу знакомится и выступает с Алексеем Львовичем Хвостенко (Хвостом). Летом и осенью 2003 года Димка Сиди_бу выступает с акустиками в Берлине, Париже, на Северном Кавказе (фестиваль «Рок-акустика»)
Днем рождения «Солнца Лауры» можно считать 1 ноября 2003 г когда Димка Синдицкий и Денис Зарубин, ученик легендарного Мэй Лиана, после продолжительных поисков подходящих музыкантов, приглашают присоединиться к ним ритм-секцию команды «Шутки Мао» и приступают к записи первой песни.
А 24 июня 2004 в клубе «ЗУРБАГАН» (Москва) состоялась презентация первого макси-сингла группы «СОЛНЦЕ ЛАУРЫ»

"Если кто знает, это моя новая команда, которую я собрал после «Магнолии»

Так появился первый состав, который приступает к записи и концертной деятельности.
Итогом этого периода становятся гастроли в Брянске, Ессентуках, Зеленограде, регулярные концерты в Москве.
В эфирах Радио Культура, «Специального Радио», интернет радио «101» появляются первые студийные записи группы. Песня «Последний День Лета» занимает 2-е место в чарте «Специального Радио».

"Если меня спросят, какую бы одну песню я выбрал из всей программы, чтобы охарактеризовать, что из себя представляет группа «Солнце Лауры», то я отвечу, это песня про "Последний День Лета "

Осенью 17го сентября 2005 года вышел первый diy-релиз — мини-альбом «Последнее Танго в Париже», выпущенный группой самостоятельно, по сути сборник первых студийных работ, а также всяких демок первого состава группы:
Димка — голос, гитара; Дэн Забурин — лид-гитара, Макс Карпенко — бас, Виталий Мелентий — барабаны.
Премьера его проходит в прямом эфире Радио «Культура», а песня «Последний День Лета» занимает 2-е место в чарте «Специального Радио».
Период становления группы длится до конца 2005 года.
В 2006 году бас-гитарист группы Максим Карпенко устраивается на работу, которая не позволяет ему полноценно играть в составе «Солнце Лауры». Тем не менее, Максим в дальнейшем всячески помогает команде в качестве студийного звукорежиссера.
Студийная работа того времени — песня «Мост», одна из самых главных песен «Солнце Лауры» этого периода. Это целая психоделическая опера продолжительностью 11 минут, с участием скрипачки из консерватории и трёх соло-гитаристов. Толчком к написанию этой вещи послужило наводнение на Северном Кавказе (родных для Димки Есентуков и Кисловодска).
В 2007 году в группу приходит барабанщик Антон Андреев. С ним Солнце Лауры возобновляет свою деятельность на всех фронтах на новом уровне. В частности, приступает к записи дебютного альбома. Работа над этой пластинкой с перерывами длится два с половиной года.
Сначала, 19 сентября 2008, музыкальный портал КМ.РУ проводит премьеру песни «Снег».
Чуть позже (весной 2009 г.) в преддверии релиза пластинки группа Солнце Лауры презентует макси-сингл «Хочется Жить»: выходят три песни в альтернативных вариантах и три не альбомных трека. Издание — коллекционный ограниченный тираж СD (которого, по информации, « близкой к официальным источникам», нет сегодня даже у самих музыкантов). Эксклюзивным дистрибьютором диска является фирма «Выргород», с которой музыканты начинают в этот период плотно сотрудничать. Презентационные концерты проходят в Москве и Санкт-Петербурге.

## 2007-2010: В самом центре мира
В 2007 году после выпуска мини-альбома «Последнее танго в Париже»  группа Солнце Лауры приступила к записи первого профессионального альбома под рабочим названием «Мост».

" - KM.Ru: Одной из сильнейших сторон вашей концепции является эмпатия – способность к сопереживанию, вчувствованию в эмоции слушателей. Ваш альбом изначально должен был называться «Empathy», но потом это понятие ушло в разряд его подзаголовка. Почему?

- Ну, так нельзя было назвать, т. к. никто бы не понял. Надо сказать, что это – наш первый альбом. Т. е. до этого были отдельные записи, а это - полноценная пластинка. И для группы очень важно сделать «первый ход» таким, чтобы он максимально соответствовал тому, что ты хочешь, собственно."
Км.ру 22.10.2010 об альбоме В самом центре мира -Дмитрий Синдицкий («Солнце Лауры»): «Окружающая действительность очень абсурдна в самых разных её проявлениях»
Запись в основном велась в студии «Вечность пахнет нефтью» (ДК нефтеперерабатывающего завода, Капотня), а также в студиях Дмитрия Доброго (известного по работе с группами «Звери», «Тараканы!» и певицей Линдой), Евгения Ефимова и Алексея Уколова. «Психоделический оркестр»  для композиции Мост был записан в домашней студии гитариста Дениса Зарубина.
Запись была завершена в конце 2009 года.Альбом получил название " В самом центре мира"

- Что тебя вдохновляет на написание песен?

- Все что происходит вокруг. Жизнь, на мой взгляд, – это единственное глобальное чудо, из которого вытекает все остальное. Как у Эмира Кустурицы в одноименном фильме. При этом можешь столкнуться, как и с хорошим, так и с плохим. Вот песня «Хочется жить» наша – это в своем роде манифест всей пластинки. Про все про это.
Димка Сиди_бу в интервью газете Вечерняя Москва

Альбом «В самом центре мира» был выпущен в январе 2010 года. Презентации состоялись 23 января 2010 года в Москве, 21 февраля в Санкт-Петербурге. Песня Хочется Жить попала в эфиры 
Благодаря программе «Родная речь» и Андрею Бухарину «Хочется жить» (Radio Edit!) прозвучала на «Нашем Радио» 22.07.2010.и , в том числе Radio Maximum.
Альбом получил множество положительных рецензий в ряде музыкальных изданий, в том числе Rolling Stone , где он получил категорию «три звезды».
После записи альбома группа продолжает гастролировать и работать в студии.
Так, в декабре 2010 года появляется новогодний экспромт и подарок - песня Метели на стихи девушки под псевдонимом Эрис. История появления песни такова. В течение месяца в Калуге среди слушателей Радио 40 шел поэтический конкурс на зимнюю тему, по прошествии которого группа «Солнце Лауры» должна была выбрать один из представленных на нем текстов и сделать на основе его согревающую песню для зимних радиоэфиров. С момента первого наброска до получения сведенного студийного мастера прошло всего около двух недель.

## 2010-2012: Всe, что с нами происходит
13 мая 2010 года "Солнце Лауры" приступает к записи нового альбома. С лета 2010 по лето 2012 года группа работает над своим вторым альбомом "Все, что с нами происходит", а также принимает участие в трибьют-альбоме, посвященном творчеству известной панк-группы «Чёрный Лукич», для которого она записывает песню Вадима Кузьмина "Смешное сердце". Некоторые вещи из будущего альбома получают известность ещё до его официального выхода. Так, композиция "Вперед и с песней" звучит со сцены во время декабрьских митингов оппозиции 2011 года в Москве, что стало для музыкантов полной неожиданностью.

— Нам рассказывают, что, например, на митинге за честные выборы на проспекте Сахарова 24-го декабря (2011-го) со сцены ставили наш трек «Вперед и с песней», видимо все-таки с каким-то подтекстом, а не просто так. О чем я в принципе не мог даже предполагать, когда его сочинял.

Димка Сиди_бу в интервью KM.ru

В декабре 2011 вышла первая полноценная видео работа на песню группы Солнце Лауры "Вперед и с песней"
https://www.youtube.com/watch?v=nz6eiNvFAFE
В феврале 2012 года снимается видеоклип к песне "В мире без тебя", съемки которого проходят в Сиануквиле (Камбоджа). А в сентябре группа выпускников и студентов различных мастерских ВГИКа выпускает художественный фильм "NO EXI(s)T. Нет выхода. Нет меня", в саундтрек к которому попадает ещё одна новая песня группы "Солнце Лауры" - "Секс, наркотики и рок-н-ролл".
Альбом "Все, что с нами происходит" выходит в октябре 2012 года.,Интернет премьера состоялась 15 октября 2012,презентация прошла в Москве 18 октября 2012.
Песня "Смешное сердце", ранее записанная Солнцем Лауры для трибьют-альбома «Черного Лукича» и впоследствии включенная в альбом "Все, что с нами происходит", а также композиция "Вперед и с песней" прозвучали в эфирах Нашего радио  (недоступная ссылка) «Нашего радио». 
"Вперед и с песней"  также звучит в программе Радио России"Aurum Inutile" (эфир от 9 ноября 2012).
В тур, в поддержку альбома группа отправилась в ноябре 2012-го. 
14 ноября в воронежском клубе «Наша Среда Обитания» состоялся большой совместный концерт «Черного Лукича» и «Солнце Лауры». Это выступление стало знаково-трагическим для группы: 19 ноября 2012 года Вадим Кузьмин, лидер группы Черный Лукич, скоропостижно скончался от тромбоэмболии. Концерт с группой «Солнце Лауры» оказался последним в его жизни.

— Мне тяжело об этом говорить, хотя, конечно, это никак не сравнится с тем, что чувствуют его родные. Никак не принять, что он вдруг взял и ушел. Вот же он только провожал нас до такси из клуба в Воронеже, а потом приезжаешь с гастролей, а тебе говорят: всё — его нет, это последний концерт Лукича. И на следующий день уже предлагают на концерте памяти выступить. Это неправильно. Так не должно быть. Просто не должно.

Димка Сиди_бу в интервью newsmusic.ru

23 ноября 2012 г на концерте посвященном памяти Вадима Кузьмина, (лидер группы Черный Лукич)  Дмитрий Синдицкий исполнил 2 песни -  "В мире без тебя" и "Смешное сердце".Это было последнее выступление Димки.
8 декабря 2012 года Дмитрий Синдицкий,лидер группы "Солнце Лауры" трагически погиб в ДТП на подмосковной трассе. Похоронен на Николо-Архангельском кладбище в Москве..

## Дискография

### Студийные альбомы
| Год  | Альбом                        | Лейбл    |
| ---- | ----------------------------- | -------- |
| 2005 | Последнее танго в Париже (EP) | D.I.Y.   |
| 2010 | В самом центре мира           | Выргород |
| 2012 | Все, что с нами происходит    | Выргород |

### Синглы
| Год  | Альбом         | Лейбл      | Примечание     |
| ---- | -------------- | ---------- | -------------- |
| 2006 | [Мост]         | Dirtysound | Интернет-сингл |
| 2009 | [Хочется жить] | Выргород   | Макси-сингл    |
| 2010 | [Метели]       | Dirtysound | Радио-сингл    |